# Nikolaos Zorbas

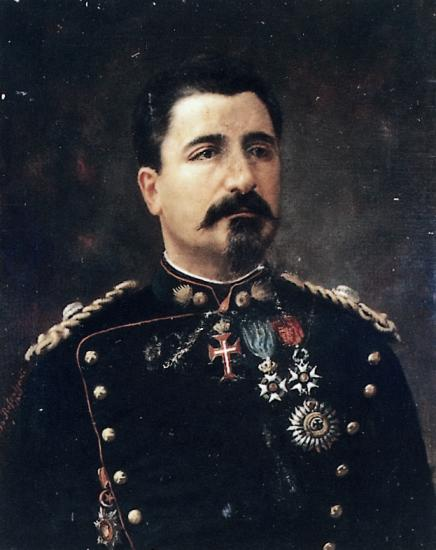
Nikolaos Zorbas

Nikolaos Zorbas  (griechisch Νικόλαος Ζορμπάς, * 27. September 1844 in Athen; † 12. Juni 1920 ebenda) war ein griechischer Offizier. Er war der Anführer der Militärliga beim Aufstand von Goudi im Jahre 1909.
Zorbas besuchte die Militärakademie und beendete seine Ausbildung in Frankreich und Belgien. Er nahm als Leutnant und Chef einer Artillerieeinheit am Griechisch-Türkischen Krieg 1897 teil. 1905/06 war er Direktor der Militärakademie und 1907 Kommandeur der Artillerie.
Zorbas war ein Gegner des Oberbefehlshabers Kronprinz Konstantin, der ihn bei Beförderungen übergangen hatte.
Als sich im Jahre 1909 zumeist junge Offiziere zur oppositionellen Militärliga verschworen und die Ablösung des Thronfolgers als Oberbefehlshaber sowie eine Militärreform forderten, schloss sich Zorbas ihnen an. Er wurde Anfang August 1909, damals bereits fast 65 Jahre alt und als Oberst hochrangig und angesehen, zu ihrem Anführer. Unter seiner Führung kam es in der Nacht auf den 15. August 1909 zum Aufstand: Die Anhänger der Militärliga versammelten sich bei den Kasernen von Goudi, einem Stadtviertel im Osten Athens. Einige hundert Offiziere, gefolgt von etwa 2.000 Soldaten, Polizisten und Zivilisten, drohten mit dem Einmarsch in die Innenstadt, wenn nicht ihre ultimativen Forderungen  erfüllt würden. Dazu zählten neben der Ablösung des Kronprinzen als Oberbefehlshaber und aller Prinzen von ihren militärischen Positionen sowie einer Amnestie für die Teilnehmer der Revolte die Wiedereinberufung der in den letzten Monaten entlassenen Offiziere, die Entlassung bestimmter Offiziere wie Ioannis Metaxas, die als Gefolgsleute des Kronprinzen galten, eine Militärreform, aber auch allgemein-politische populistische Reformen wie eine steuerliche Entlastung.
Der Aufstand hatte den Rücktritt der Regierung von Georgios Rallis zur Folge. Der neue Ministerpräsident Kyriakoulis Mavromichalis akzeptierte die Forderungen der Militärliga, in der Folge kam es jedoch über ihre Umsetzung  zu Auseinandersetzungen mit dem Parlament, auf das die Militärliga starken Druck ausübte. Unter Vermittlung von Eleftherios Venizelos wurde Anfang 1910 die Bildung einer Übergangsregierung unter Stephanos Dragoumis vereinbart, der Zorbas als Heeresminister angehörte.  Die Militärliga löste sich auf sein Betreiben auf. Die Regierung Dragoumis war von 31. Januar 1910 bis 18. Oktober 1910 im Amt. Danach übernahm Venizelos die Macht.
Zorbas begab sich im Range eines Generalmajors in den Ruhestand und schrieb seine Erinnerungen an die Ereignisse des Aufstands von Goudi im Jahre 1911 nieder. Sie wurden erst nach seinem Tode veröffentlicht.

## Werke
Απομνημονεύματα ή πληροφορίαι περί των συμβάντων κατά την διάρκεια της Επαναστάσεως της 15ης Αυγούστου 1909 Apomnemonevmata ke pliroforie peri ton symvanton kata tin diarkian tis epanastaseos tis 15es Avgoustou 1909 Erinnerungen und Informationen über die Ereignisse während der Revolution des 15. August 1909, Athen 1925